# لاري ريتشاردسون
لاري ريتشاردسون (بالإنجليزية: Larry Richardson)‏ هو عازف بانجو أمريكي، ولد في 9 أغسطس 1927، وتوفي في 17 يونيو 2007 بسبب سرطان القولون.